# Witch Hunter
Witch Hunter è il secondo album in studio della band heavy metal tedesca Grave Digger, pubblicato nel maggio 1985.

## Tracce
1. Witch Hunter – 4:25
2. Night Drifter – 3:09
3. Get Ready For Power – 5:04
4. Love Is a Game – 5:42
5. Get Away – 3:01
6. Fight for Freedom – 3:52
7. School's Out – 2:40
8. Friends of Mine – 5:22
9. Here I Stand – 4:49

## Formazione
- Chris Boltendahl - voce, basso
- Peter Masson - chitarra, basso
- Albert Eckardt - batteria
- René "T. Bone" Teichgräber - basso (Love Is a Game, School's Out)